# Liste des compagnies aériennes en Azerbaïdjan
Voici une liste de compagnies aériennes en Azerbaïdjan. Les compagnies aériennes sont classées par ordre alphabétique d'activité et de type.

## Compagnies aériennes régulières
| Compagnie aérienne  | Image | IATA | OACI | Indicatif d'appel | Début des opérations |
| ------------------- | ----- | ---- | ---- | ----------------- | -------------------- |
| Azerbaijan Airlines |       | J2   | AHY  | AZAL              | 1992                 |
| Buta Airways        |       | J2   | AHY  |                   | 2016                 |

## Compagnies aériennes charter
| Compagnie aérienne   | Image | IATA | OACI | Indicatif d'appel | Depuis |
| -------------------- | ----- | ---- | ---- | ----------------- | ------ |
| SW Business Aviation |       |      | ESW  | W-BUSINESS        | 2007   |

## Compagnies aériennes cargo
| Compagnie aérienne     | Image | IATA | OACI | Indicatif d'appel | Depuis |
| ---------------------- | ----- | ---- | ---- | ----------------- | ------ |
| Azal Avia Cargo        |       |      | AHC  | AZALAVIACARGO     | 1996   |
| Silk Way Airlines      |       | ZP   | AZQ  | SILK LINE         | 2001   |
| Silk Way West Airlines |       | 7L   | AZG  | SILK WEST         | 2012   |

## Voir également
- Liste des anciennes compagnies aériennes en Azerbaïdjan
- Liste de toutes les compagnies aériennes
- Liste des aéroports en Azerbaïdjan